# باديس بن المنصور
أبو مناد باديس بن المنصور بن يوسف بن بلكين بن زيري بن مناد الصنهاجي (374 هـ-406 هـ) والد المعز بن باديس. ولد سنة 374 هـ بآشير. كان متوليًا أمر مملكة إفريقية نيابة عن الحاكم الفاطمي المدعي الخلافة بمصر، ولقبه الحاكم نصير الدولة، وكانت ولايته بعد أبيه المنصور عام 386 هـ.
كان سائسا حازما شديد البأس . وفي سنة 406هـ أمر جيشه بالعرض فسره حسن شارتهم وهيئتهم ثم مد السماط وأكل فمات فجأة لليلته فأخفوا موته ورتبوا في الملك أخاه كرامت ثم عطفوا فبايعوا ابنه المعز بن باديس .
ويقال: مات بالخوانيق دعا عليه الصالح محرز الطرابلسي المؤدب لكونه هم بخراب طرابلس المغرب .